# Pseudoabsidia chekanovskii
Pseudoabsidia chekanovskii là một loài bọ cánh cứng trong họ weekschildkevers (Cantharidae). Loài này được miêu tả khoa học năm 1994 bởi Kazantsev.